# جیمز تامسون
جیمز تامسون (انگلیسی: James Thomson; ۱۶ فوریهٔ ۱۸۲۲ – ۸ مهٔ ۱۸۹۲) دانشمند اهل جمهوری ایرلند بود. او برادر لرد کلوین بود.